# Start of Authority
SOA (Start of Authority) o Autoridad de la Zona es un tipo de registro que especifica información del DNS. Todos los nombres de dominio tienen un registro SOA que muestra las características básicas del dominio y de la zona en la que se encuentra.
Solo puede haber un SOA configurado por zona, y solo está presente si el servidor es autoritario del dominio. Suele ser el primer registro de cada dominio en un servidor de nombres de dominio.

## Características
Contienen una serie de datos sobre la zona. El formato de un registro SOA viene especificado en RFC 1035
- MNAME: Nombre de dominio del servidor DNS constituido como servidor primario para la zona.[2]
- RNAME: Nombre de dominio que indica la dirección de correo de la persona responsable de la zona.[2] La parte de la dirección de correo electrónico anterior a @ se convierte en la primera etiqueta del nombre; el nombre de dominio después de @ se convierte en el resto del nombre. En el formato de archivo de zona, los puntos en las etiquetas se sustituyen por barras invertidas.
- SERIAL: Número entero de 32 bits correspondiente a la copia original de la zona. Este valor se incrementa con cada actualización, se conserva en las transferencias de zona, y puede ser utilizado como verificación.[2]
- REFRESH: Número de 32 bits representando el intervalo de tiempo antes que la zona deba ser actualizada (Refresco).[2] Recomendación para zonas pequeñas y estables: 86 400 segundos[3] (24 horas)
- RETRY: Número de 32 bits representando el intervalo de tiempo que debe consentirse antes de establecer que una petición de actualización ha fallado[2] (Reintento). La recomendación para zonas estables y pequeñas: 7200 segundos[3] (2 horas)
- EXPIRE: Número de 32 bits que especifica el límite máximo de tiempo que puede transcurrir antes que la zona deje de ser “autoridad”[2] (Caducidad). Recomendación para zonas pequeñas y estables: 3 600 000 segundos[3] (1000 horas)
- MINIMUM: Número entero de 32 bits señalando el valor mínimo del parámetro TTL (Time To Live) que debe ser utilizado para cualquier exploración de la zona. (Tiempo de vida mínimo)

## Ejemplo de registro SOA en sintaxis BIND
A continuación, se presenta un ejemplo del registro SOA para example.org
```
$TTL 86400
@   IN  SOA     ns.icann.org. noc.dns.icann.org. (
        2020080302  ;Serial
        7200        ;Refresh
        3600        ;Retry
        1209600     ;Expire
        3600        ;Negative response caching TTL
)

```

## Cambios en el número de serie
Se han establecido distintos métodos para actualizar el campo SERIAL de un registro SOA de zona:
- El número de serie comienza en 1 y va aumentando en cada cambio.[4]
- El número de serie contiene la fecha del último cambio (en formato básico ISO 8601) seguido de un contador de dos dígitos[4] (por ejemplo, 2 017 031 405 es el quinto cambio, realizado el 14 de marzo de 2017). Este método viene recomendado en RFC 1912.